# سیزن هابلی
سیزن هابلی (به انگلیسی: Season Hubley) (زاده ۱۴ مارس ۱۹۵۱) بازیگر و خواننده آمریکایی است.
از فیلم‌های او می‌توان به بازی در فرار از نیویورک و الویس اشاره کرد.